# Vela sopra Salmòn, Booz e Obed

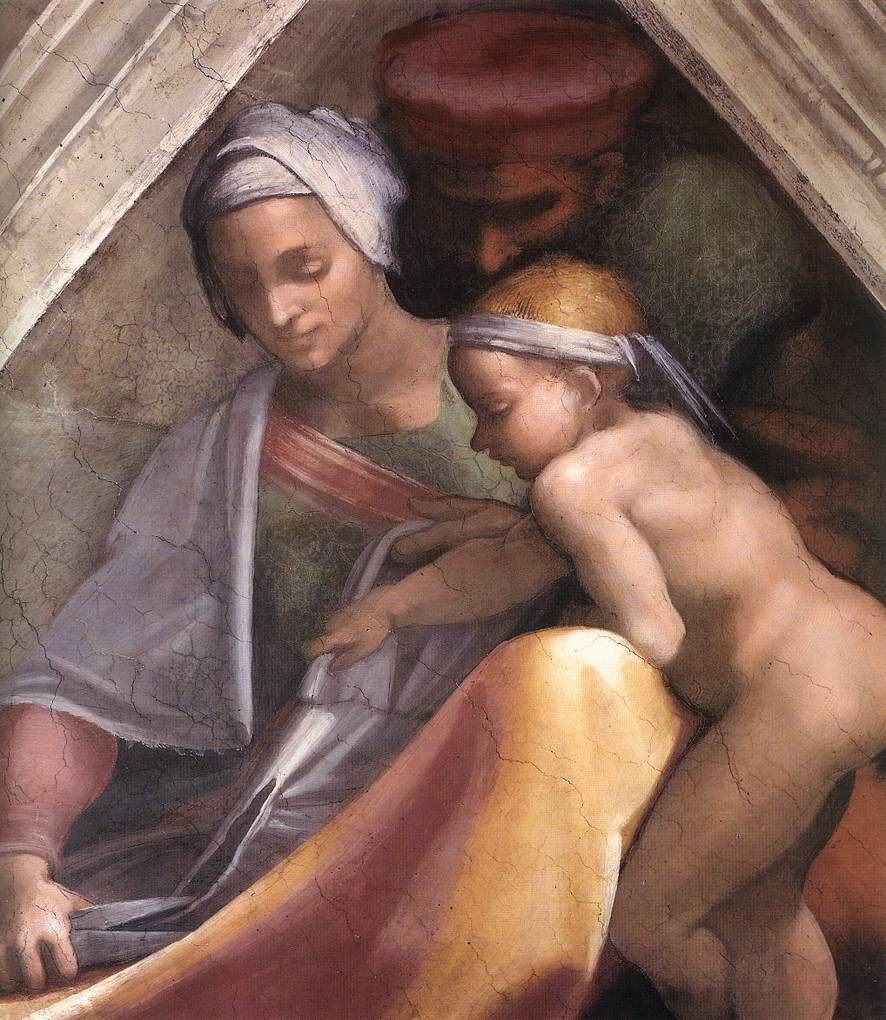
Dettaglio

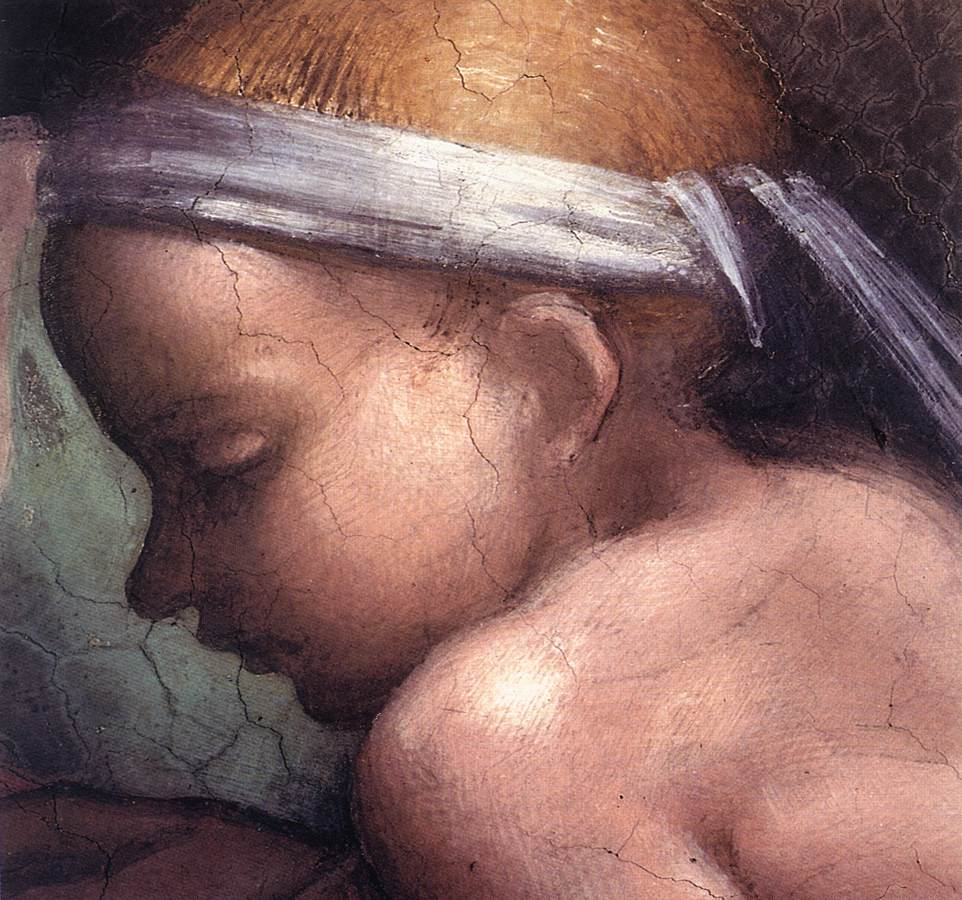
Dettaglio

La vela sopra Salmòn, Booz e Obed venne affrescata da Michelangelo Buonarroti nel 1511-1512 circa e fa parte della decorazione della volta della Cappella Sistina nei Musei Vaticani a Roma, commissionata da Giulio II.

## Storia
Le vele, come le lunette sottostanti, contengono la serie degli Antenati di Cristo, e sono ad esse strettamente correlate da un punto di vista iconologico, sebbene molto diverse iconograficamente e dal punto di vista dello stile e della forma. Si tratta infatti di spazi triangolari concavi, che l'artista riempì con gruppi familiari su uno sfondo scuro (a differenza degli sfondi chiari delle lunette) e con posizioni diverse, sedute in terra piuttosto che su gradoni, per assecondare la forma dello spazio da dipingere. L'individuazione dei soggetti, tratti dalla genealogia di Cristo del Vangelo di Matteo, si basa sui nomi scritti sulle tabelle al centro delle lunette sottostanti: le lunette sormontate da vela infatti presentano tre nomi invece dei normali due. Su quali gruppi rappresentino però i vari nomi non c'è concordanza tra gli studiosi, anche perché Michelangelo non usò alcun attributo iconografico e forse non era neanche interessato a un'identificazione diretta e inoppugnabile, concentrandosi piuttosto sulla rappresentazione di vari tipi umani e vari atteggiamenti.
Gli spazi triangolari sopra ciascuna vela vennero riempiti dai cosiddetti nudi bronzei, figure a monocromo che simula il bronzo, inseriti in posizioni simmetriche davanti a sfondi scuri, violacei, separati da un teschio d'ariete dal quale pendono nastri dorati.
Le vele furono realizzate, come il resto degli affreschi della volta, in due fasi, a partire dalla parete di fondo, opposta all'altare. Gli ultimi episodi da un punto di vista cronologico delle storie narrate furono quindi le prime a venire dipinte. Nell'estate del 1511 doveva essere terminata la prima metà della Cappella, richiedendo lo smontaggio del ponteggio e la sua ricostruzione nell'altra metà. La seconda fase, avviata nell'ottobre 1511, terminò un anno dopo, appena in tempo per la scopertura del lavoro la vigilia di Ognissanti del 1512.
La vela sopra Salmòn, Booz e Obed fu quindi una delle ultime a venire dipinta.

## Descrizione e stile
Nella lunetta sottostante si sono riconosciuti Booz e Obed, quindi nella vela dovrebbe essere rappresentato Salmòn, probabilmente il bambino con il padre e la madre.
Il gruppo è perfettamente inserito nello spazio triangolare, con un intreccio tra gesti e sguardi. Tutti sembrano concentrati sull'attività sartoriale della madre, che sta tagliando un drappo retto dal bambino e da una mano, forse della donna o forse del marito. 
Essi sembrano seduti davanti allo spigolo di un edificio, ed emergono più o meno illuminati a seconda della loro vicinanza al primo piano. Le gambe della donna ad esempio sono coperte da un manto di un giallo brillante, che arriva ad essere bianco nei punti più illuminati in corrispondenza delle ginocchia. Il marito invece, con un cappello viola e un mantello verde scuro, affiora appena dalla penombra.

### Nudi bronzei
I due nudi bronzei sono inseriti negli spazi triangolari come se stessero arrampicandosi lungo la cornice per sbirciare qualcosa vicino alla testa d'ariete centrale. Essi sono simmetrici, ricavati da un medesimo cartone ribaltato, e danno le spalle allo spettatore, mostrando la nuca. Le gambe sono piegate, con alcune differenze che rompono uno schema troppo rigido: ad esempio quello di destra ha la gamba in primo piano in una posizione leggermente diversa.

## Galleria d'immagini

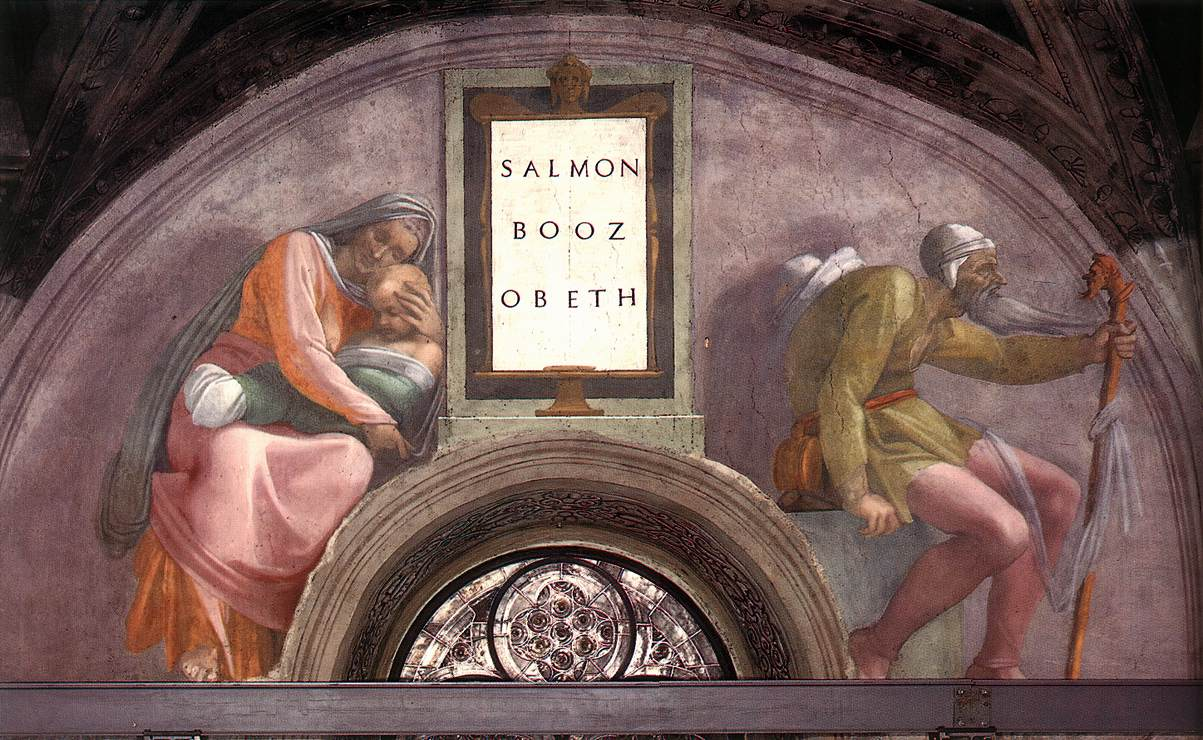
Salmòn, Booz e Obed